# Mordellistena turkmenica
Mordellistena turkmenica es una especie de coleóptero de la familia Mordellidae.

## Distribución geográfica
Habita en Turkmenistán.